# フィル・デイヴィス (格闘家)
フィル・デイヴィス（Phil Davis、1984年9月25日 - ）は、アメリカ合衆国ペンシルベニア州ハリスバーグ出身の男性総合格闘家。アライアンスMMA所属。元Bellator世界ライトヘビー級王者。

## 来歴
14歳の頃にレスリングを始め、ハリスバーグ高校時代は、4年間キャプテンを務め、テニスやクロスカントリーでも優秀な成績を残した。ペンシルベニア州立大学進学後には、NCAAディビジョン1の197ポンド（約89kg）級で2006年に全米2位に入ると、2008年には全米王者に輝いた。また、4度のオールアメリカンに選出されている。
2008年10月11日、プロ総合格闘技デビュー。

### UFC
2010年2月6日、UFC初参戦となったUFC 109でブライアン・スタンと対戦し、3-0の判定勝ちを収めた。
2010年4月10日、UFC 112でアレクサンダー・グスタフソンと対戦し、アナコンダチョークで一本勝ちを収めた。
2010年11月20日、UFC 123でティム・ボッシュと対戦し、キムラロックで一本勝ち。サブミッション・オブ・ザ・ナイトを受賞した。
2012年1月28日、UFC on FOX 2のライトヘビー級王座挑戦者決定戦でラシャド・エヴァンスと対戦し、0-3の判定負け。キャリア10戦目で初黒星を喫した。
2012年7月、スプライトのCMに起用された。
2012年8月4日、UFC on FOX 4でヴァグネル・プラドと対戦するも、デイヴィスの指がプラドの目に入り、レフェリーが試合続行不能と判断したためノーコンテストとなった。
2012年10月13日、UFC 153でヴァグネル・プラドと再戦。2Rにアナコンダチョークを極めて一本勝ち。
2013年8月3日、UFC 163でライトヘビー級ランキング1位のリョート・マチダと対戦し、3-0の判定勝ち。
2014年4月26日、UFC 172でライトヘビー級ランキング14位のアンソニー・ジョンソンと対戦し、0-3の判定負け。
2014年10月25日、UFC 179でライトヘビー級ランキング4位のグローバー・テイシェイラと対戦し、3-0の判定勝ち。
2015年1月24日、UFC on FOX 14でライトヘビー級ランキング7位のライアン・ベイダーとUFC契約最後の試合で対戦し、1-2の判定負け。試合後UFCとは再契約せず離脱した。

### Bellator
2015年4月にUFCを離れて、Bellatorと契約を結んだ事を発表。
2015年9月19日、Bellator初参戦となったBellator 142で行われたライトヘビー級トーナメントの1回戦でエマニュエル・ニュートンと対戦し、キムラロックで一本勝ち。決勝でリザーバーのフランシス・カーモンと対戦し、パウンドでKO勝ちを収め優勝を果たした。
2016年11月4日、Bellator 163のBellator世界ライトヘビー級タイトルマッチで王者のリアム・マギリーに挑戦し、判定勝ち。31歳で世界王座獲得に成功した。
2017年6月24日、Bellator 180のBellator世界ライトヘビー級タイトルマッチでライアン・ベイダーと2年半ぶりに再戦し、1-2の判定負けを喫し王座陥落した。
2018年11月15日、Bellator 209でワジム・ネムコフと対戦し、1-2の判定負け。
2021年4月16日、Bellator 257のライトヘビー級ワールドグランプリ1回戦として行われたBellator世界ライトヘビー級タイトルマッチで王者ワジム・ネムコフと再戦し、0-3の5R判定負け。王座獲得に失敗した。
2022年3月12日、Bellator 276でフェザー級ランキング4位のジュリアス・アングリッカスと対戦し、3-0の判定勝ち。

## 戦績
| 総合格闘技 戦績 | 総合格闘技 戦績 | 総合格闘技 戦績 | 総合格闘技 戦績 | 総合格闘技 戦績 | 総合格闘技 戦績 | 総合格闘技 戦績 |
| --------------- | --------------- | --------------- | --------------- | --------------- | --------------- | --------------- |
| 32 試合         | (T)KO           | 一本            | 判定            | その他          | 引き分け        | 無効試合        |
| 24 勝           | 6               | 5               | 13              | 0               | 0               | 1               |
| 7 敗            | 0               | 0               | 7               | 0               | 0               | 1               |

| 勝敗 | 対戦相手                         | 試合結果                           | 大会名 | 開催年月日     |
| ×    | コーリー・アンダーソン           | 5分3R終了 判定1-2                  | Bellator 297: Nemkov vs. Romero                                                                                             | 2023年6月16日  |
| ○    | ジュリアス・アングリッカス       | 5分3R終了 判定3-0                  | Bellator 276 | 2022年3月12日  |
| ○    | ヨエル・ロメロ                   | 5分3R終了 判定2-1                  | Bellator 266: Davis vs. Romero                                                                                              | 2021年9月18日  |
| ×    | ワジム・ネムコフ                 | 5分5R終了 判定0-3                  | Bellator 257: Nemkov vs. Davis 2 【Bellator世界ライトヘビー級タイトルマッチ/Bellatorライトヘビー級ワールドグランプリ1回戦】 | 2021年4月16日  |
| ○    | リョート・マチダ                 | 5分3R終了 判定2-1                  | Bellator 245: Davis vs. Machida 2                                                                                           | 2020年9月11日  |
| ○    | カール・アルブレックソン         | 3R 3:06 TKO（グラウンドの肘打ち）  | Bellator 231: Mir vs. Nelson 2                                                                                              | 2019年10月25日 |
| ○    | リアム・マギリー                 | 3R 4:11 TKO（顎の負傷）            | Bellator 220: MacDonald vs. Fitch                                                                                           | 2019年4月27日  |
| ×    | ワジム・ネムコフ                 | 5分3R終了 判定1-2                  | Bellator 209: Pitbull vs. Sanchez                                                                                           | 2018年11月15日 |
| ○    | リントン・ヴァッセル             | 3R 1:05 KO（ハイキック）           | Bellator 200: Carvalho vs. Mousasi                                                                                          | 2018年5月25日  |
| ○    | レオナルド・レイチ               | 5分3R終了 判定3-0                  | Bellator 186: Bader vs. Vassell                                                                                             | 2017年11月3日  |
| ×    | ライアン・ベイダー               | 5分5R終了 判定1-2                  | Bellator 180: Davis vs. Bader 【Bellator世界ライトヘビー級タイトルマッチ】                                                  | 2017年6月24日  |
| ○    | リアム・マギリー                 | 5分5R終了 判定3-0                  | Bellator 163: McGeary vs. Davis 【Bellator世界ライトヘビー級タイトルマッチ】                                                | 2016年11月4日  |
| ○    | キング・モー                     | 5分3R終了 判定3-0                  | Bellator 154: Davis vs. King Mo                                                                                             | 2016年5月14日  |
| ○    | フランシス・カーモン             | 1R 2:15 KO（左フック→パウンド）    | Bellator 142: Dynamite 1 【ライトヘビー級トーナメント 決勝】                                                                | 2015年9月19日  |
| ○    | エマニュエル・ニュートン         | 1R 4:39 キムラロック               | Bellator 142: Dynamite 1 【ライトヘビー級トーナメント 1回戦】                                                               | 2015年9月19日  |
| ×    | ライアン・ベイダー               | 5分3R終了 判定1-2                  | UFC on FOX 14: Gustafsson vs. Johnson                                                                                       | 2015年1月24日  |
| ○    | グローバー・テイシェイラ         | 5分3R終了 判定3-0                  | UFC 179: Aldo vs. Mendes 2                                                                                                  | 2014年10月25日 |
| ×    | アンソニー・ジョンソン           | 5分3R終了 判定0-3                  | UFC 172: Jones vs. Teixeira                                                                                                 | 2014年4月26日  |
| ○    | リョート・マチダ                 | 5分3R終了 判定3-0                  | UFC 163: Aldo vs. Korean Zombie                                                                                             | 2013年8月3日   |
| ○    | ヴィニシウス・マガリャエス       | 5分3R終了 判定3-0                  | UFC 159: Jones vs. Sonnen                                                                                                   | 2013年4月27日  |
| ○    | ヴァグネル・プラド               | 2R 4:29 アナコンダチョーク         | UFC 153: Silva vs. Bonnar                                                                                                   | 2012年10月13日 |
| －   | ヴァグネル・プラド               | 1R 1:28 ノーコンテスト（サミング） | UFC on FOX 4: Shogun vs. Vera                                                                                               | 2012年8月4日   |
| ×    | ラシャド・エヴァンス             | 5分5R終了 判定0-3                  | UFC on FOX 2: Evans vs. Davis                                                                                               | 2012年1月28日  |
| ○    | アントニオ・ホジェリオ・ノゲイラ | 5分3R終了 判定3-0                  | UFC Fight Night: Nogueira vs. Davis                                                                                         | 2011年3月26日  |
| ○    | ティム・ボッシュ                 | 2R 2:55 キムラロック               | UFC 123: Rampage vs. Machida                                                                                                | 2010年11月20日 |
| ○    | ロドニー・ウォーラス             | 5分3R終了 判定3-0                  | UFC 117: Silva vs. Sonnen                                                                                                   | 2010年8月7日   |
| ○    | アレクサンダー・グスタフソン     | 1R 4:55 アナコンダチョーク         | UFC 112: Invincible | 2010年4月10日  |
| ○    | ブライアン・スタン               | 5分3R終了 判定3-0                  | UFC 109: Relentless | 2010年2月6日   |
| ○    | デイヴィッド・バゲット           | 1R 3:37 チョークスリーパー         | UCFC: Rumble on the Rivers                                                                                                  | 2009年6月27日  |
| ○    | テリー・コーエンス               | 1R 4:29 TKO（パンチ連打）          | UWC 6: Capital Punishment                                                                                                   | 2009年4月25日  |
| ○    | ジョシュ・グリーン               | 1R 1:49 TKO（パンチ連打）          | PFC 12: High Stakes | 2009年1月22日  |
| ○    | ブレット・チズム                 | 5分2R終了 判定3-0                  | No Boundary: The Awakening                                                                                                  | 2008年10月11日 |

## 獲得タイトル
- レスリング NCAAディビジョン1 王者（2008年）[1]
- Bellator 142ライトヘビー級トーナメント 優勝（2015年）
- 第5代Bellator世界ライトヘビー級王座（2016年）

## 表彰
- レスリング NCAAディビジョン1 オールアメリカン（2005年、2006年、2007年、2008年）
- UFC サブミッション・オブ・ザ・ナイト（1回）

## 出演

### CM
- スプライト